# Bahnbetriebswerk Calw

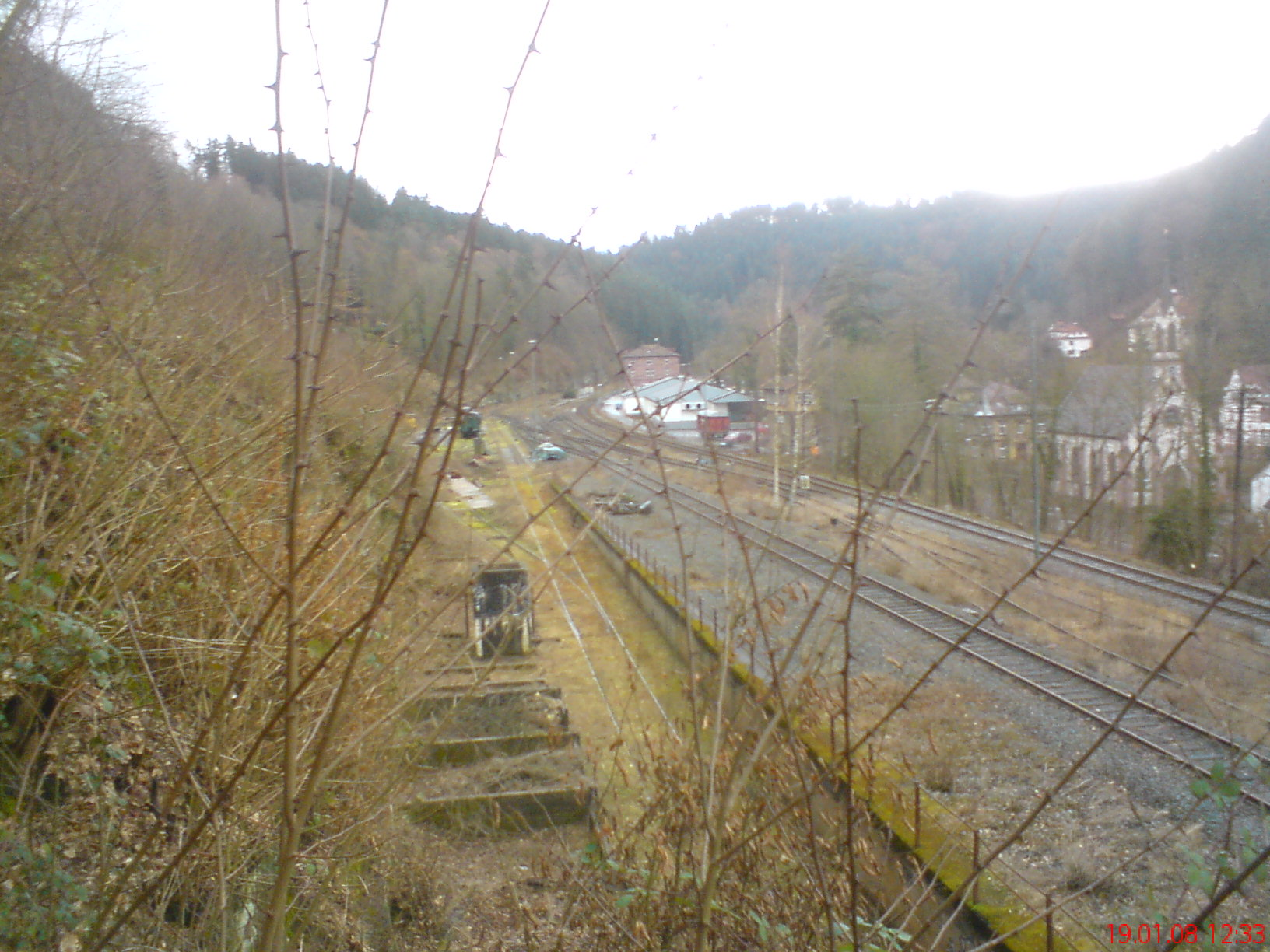
Links das alte Bw-Gelände neben dem Abzweig der zwei Bahnstrecken

Das Bahnbetriebswerk Calw liegt am aufgelassenen Bahnhof Calw beim Abzweig der Württembergischen Schwarzwaldbahn von der Nagoldtalbahn. Es war von 1872 bis 1953 als Bahnbetriebswerk und danach noch zwei Jahre bis 1955 als Außenstelle des Bahnbetriebswerkes Pforzheim in Betrieb.

## Geschichte
1872, im selben Jahr in der die württembergische Schwarzwaldbahn eingeweiht wurde, wurde das Betriebswerk gebaut. In den folgenden Jahrzehnten wurden es mehrmals mit Anbauten versehen und vergrößert, weil es seit seinen Anfangsjahren für einen Schnittpunkt zweier Hauptstrecken zu klein war. Aber diese Umbauten waren aus Platzmangel (zwischen Streckengleis und Felswand eingekeilte Lage des Werksgeländes) nicht groß genug ausgefallen und entsprachen nicht dem eigentlichen Platzbedarf. Dies betraf vor allem die Drehscheibe, deren Länge von 16,10 Metern für die meisten württembergischen Schlepptenderloks noch ausreichte, aber für die ab 1922 zunehmend auftauchenden Reichsbahnmaschinen ein Problem darstellte. Es wurde immer wieder erwogen, das Bahnbetriebswerk an eine andere Stelle zu verlegen. Kurz vor dem Ersten Weltkrieg wurde im Pforzheimer Stadtteil Brötzingen mit einem Neubau begonnen, der die Aufgaben des Calwer Betriebswerkes hätte übernehmen sollen. Doch als dann der Krieg begann, ließ man das Projekt wieder fallen. So blieb die ganze Calwer Anlage in Umfang und Bedeutung bescheiden und wurde nie modernisiert.

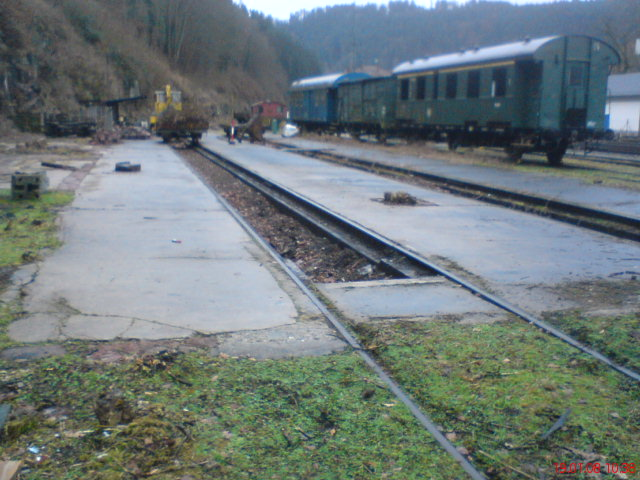
Das Fundament des großen Lokschuppens

Am 1. Oktober 1953 wurde das Werk als selbständige Dienststelle der Deutschen Bundesbahn aufgelöst und zur Außenstelle des Pforzheimer Bahnbetriebswerkes abgestuft. Eineinhalb Jahre später, am 1. April 1955, kam dann auch das Ende als förmliche Dienststelle. Lediglich für Versorgung und Übernachtung von Dampfloks blieben die Anlagen weiterhin Einsatzstelle. Ende Oktober 1972 verschrottete man die Drehscheibe und füllte die darunterliegende Grube auf. Wenige Monate später wurden 1973 alle Gebäude des ehemaligen Bahnbetriebswerkes abgerissen; die Gleise blieben jedoch liegen.
Heute sind noch sämtliche Gleise, bodenebene Fundamente der Lokschuppen mit Wartungsgruben, die zugeschüttete Drehscheibengrube, ein Kohlenbansen, der Sockel eines Bekohlungskrans und ein Lademaß auf dem Gelände vorhanden. Der Verein Württembergische Schwarzwaldbahn Calw–Weil der Stadt, der das Gelände derzeit gepachtet hat, arbeitet dort regelmäßig, um diese Flächen von Bewuchs freizuhalten.

## Betriebsanlagen

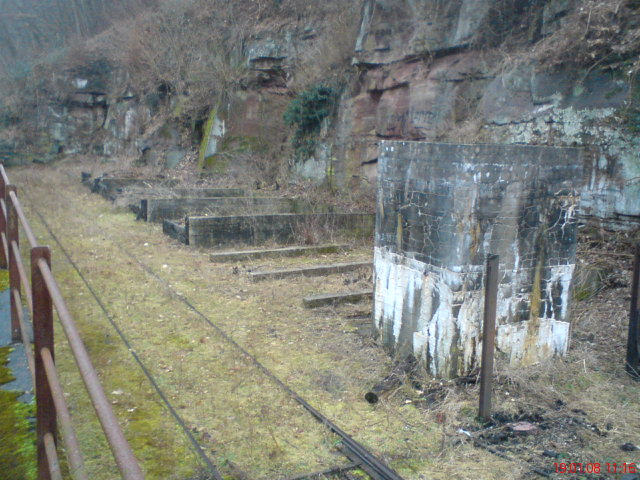
Der Betonsockel des Kohlenkrans mit den Kohlenbansen

Die Anlagen des Werkes lagen an schlecht zugänglicher Stelle östlich neben dem Streckengleis nach Stuttgart, direkt am Abzweig des anderen Streckengleises nach Pforzheim.
Der zweigleisige Lokschuppen mit vier Ständen war 57 Meter lang und hatte Arbeitsgruben unter beiden Gleisen sowie eine angebaute Werkstatt. Es gab auch noch einen kleineren, nur eingleisigen Lokschuppen mit 33 Metern Länge und ein bis zwei Stände. Dieses Gebäude hatte einen Werkstattteil mit einer Achssenke und ebenfalls eine Wartungsgrube unter dem Gleis. Zwischen den beiden Lokschuppen war die Drehscheibe mit 16,10 Metern Durchmesser. Es gab noch ein Bürohäuschen für die Lokleitung sowie einen Draisinenschuppen auf dem Gelände.
Die Wasserzufuhr von Dampflokomotiven wurde durch zwei Wasserkräne württembergischer Bauart gesichert. Die Bekohlung übernahm ein Bekohlungskran auf einem Betonsockel, der die Kohle einem Kohlenbansen entnahm.

## Fahrzeuge
Baureihen der im Bahnbetriebswerk Calw früher beheimateten Triebfahrzeuge:
- Württembergische D (1872–?)
- Württembergische Fc (1895–1920)
- Württembergische Hh (1920–1934)
- Württembergische T 3 (1900–1939)
- Württembergische T 4n (1895)
- Württembergische T 5 (1929–1932)
- Baureihe 50 (1941–1944, 1952)
- Baureihe 86 (1940–1945)
- Preußische G 10 (1934–1953)
- Preußische P 8 (1946–1949)
- Preußische T 14.1 (1950–1953)
- Badische VI b (1951–1953)
- Diesel-Kleinlok Köf II

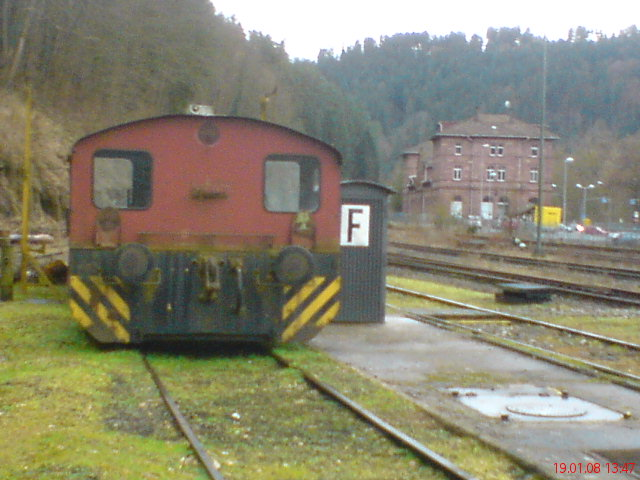
Die Köf II auf dem Bahnbetriebswerkgelände in Calw

Die 1942–1980 in Calw stationierte Köf 4368 wurde 2006 durch den Verein Württembergische Schwarzwaldbahn Calw–Weil der Stadt erworben und steht auf dem ehemaligen Bahnbetriebswerksgelände.